# Kamin
Kamin（カミン、1999年1月19日 - ）は、日本の歌手。
所属レコードレーベルはSME Records。芸能事務所・セント・フォースに所属し、本名の上村さや香（かみむら さやか）の名義でタレント活動も行う。

## 略歴
- 2019年
  - 1月18日 - 配信限定シングル「ありよりのあり」でデビュー。サングラスをかけた、謎のラブソング・アーティストとして紹介された[2]。デビュー曲は、男子高生ミスターコンTikTok審査課題曲となり、中毒ソングとして話題を呼び、デビュー曲にしてLINE MUSIC最高位25位にランクインした[3]。
  - 4月18日 - 1st ミニ・アルバム「トレンド」の発売の発表と共に、自身のSNS上で、今までかけていたサングラスを外すことを発表[4]。
  - 7月12日 - 夏の恋うた3部作を連続配信リリースすることが決定した[5]。
  - 8月31日 - 東京タピオカランドの公式テーマソングに大抜擢された「タピる?」をリリース[3]。
- 2023年
  - 第55回ミス日本コンテストファイナリスト[6]。同年1月23日に開催された本選にて「みどりの大使」を受賞[7]
- 2024年
  - 4月1日 - 日本大学藝術学部音楽学科助教に就任した[8][9]。

## ディスコグラフィ

### 配信限定シングル
|     | 発売年 | 発売日  | タイトル                             | 規格                   |
| --- | ------ | ------- | ------------------------------------ | ---------------------- |
| 1st | 2019年 | 1月18日 | ありよりのあり                       | デジタル・ダウンロード |
| 2nd | 2019年 | 7月26日 | センパイ                             | デジタル・ダウンロード |
| 3rd | 2019年 | 8月9日  | アッペンダン                         | デジタル・ダウンロード |
| 4th | 2019年 | 8月31日 | タピる?                              | デジタル・ダウンロード |
| 5th | 2019年 | 9月6日  | やっぱあれだなぁ                     | デジタル・ダウンロード |
| 6th | 2020年 | 7月15日 | オンライン告白のうた                 | デジタル・ダウンロード |
| 7th | 2021年 | 1月19日 | ダブルタップであの日まで巻き戻せたら | デジタル・ダウンロード |

### ミニ・アルバム
|     | 販売年 | 発売日 | タイトル | 規格                   |
| --- | ------ | ------ | -------- | ---------------------- |
| 1st | 2019年 | 5月1日 | トレンド | デジタル・ダウンロード |

## タイアップ
| 起用年 | 楽曲名         | タイアップ                              |
| ------ | -------------- | --------------------------------------- |
| 2019年 | ありよりのあり | 男子高生ミスターコン TikTok審査曲       |
| 2019年 | メイビー       | LINE機能「トークBGM」Web CMテーマソング |
| 2019年 | タピる？       | 東京タピオカランド 公式テーマソング     |

## 出演

### テレビ番組
- Love music（フジテレビ）
  - （2019年9月8日） - コメント動画出演
  - （2020年1月19日）
- 関内デビル（2019年12月10日、テレビ神奈川）
- めざましテレビ（2022年 - 随時　フジテレビ　本名の上村さや香として）

### ラジオ
- YOKOHAMA RADIO APARTMENT「ドア開けてます!」（2019年8月5日、Fm yokohama）
- Tresen（2019年9月2日、Fm yokohama）[13]
- TEAM SHACHIのF&C ミュージック（2019年9月2日・13日、エフエム愛知）
- Nutty Radio Show THE魂（2019年9月10日、NACK5）